# NGC 5
NGC 5는 안드로메다자리 방향에 있는 타원 은하이다. 지구에서 약 2억 1,200만 광년 떨어져 있다.

## 찾는 방법
-먼저 페가수스 사각형을 찾은 뒤 가장 밝은 별인 α And를 찾는다.
-α And에서 밝은 별 3개가 직선으로 있는 것 중 α And에서 두 번째 별인 δ And를 찾는다.
- α And에서 δ And까지 거리만큼 두 별에서 북쪽으로 삼각형을 그리면 있다.